# Darmoszewo
Darmoszewo (prononciation : [darmɔˈʂɛvɔ]) est une localité polonaise appartenant au village de Kiszkowo de la gmina de Kiszkowo dans le powiat de Gniezno de la voïvodie de Grande-Pologne dans le centre-ouest de la Pologne.
La localité possédait une population de 5 habitants en 2013.

## Histoire
De 1975 à 1998, la localité faisait partie du territoire de la voïvodie de Poznań.

Depuis 1999, Darmoszewo est située dans la voïvodie de Grande-Pologne.